# Conquest Racing
Conquest Racing is een Amerikaans raceteam dat deelneemt aan de IndyCar Series. Het werd in 1996 opgericht door Belgisch voormalig Champ Car coureur Eric Bachelart.

## Indy Lights
Het team startte in 1997 in het Indy Lights kampioenschap. In 1998 werd Braziliaans coureur Felipe Giaffone vierde in de eindstand van het kampioenschap en werd zesde in het kampioenschap van 1999. In 2000 haalde hij de eerste overwinning voor het team op het circuit van Michigan en werd vierde in het eindklassement. 2001 werd het laatste jaar dat het team deelnam aan deze raceklasse. Nieuw-Zeelander Matt Halliday werd zesde in het kampioenschap en de Deense coureur Kristian Kolby won de race op de Kansas Speedway en werd achtste in de eindstand.

## Champ Car en IndyCar Series
Het team maakte in 2002 de overstap naar de IndyCar Series. Frans coureur Laurent Rédon werd twaalfde in de eindstand en was daarmee Rookie van het jaar. In 2003 maakt het team de overstap naar het Champ Car kampioenschap met Braziliaans coureur Mario Haberfeld. Een jaar later werd Brits coureur Justin Wilson elfde in het kampioenschap. Haberfeld werd dertiende dat jaar en Braziliaan Alex Sperafico negentiende. In 2005 waren de Canadese rijder Andrew Ranger en de Fransman Nelson Philippe de rijders voor het team. Ze haalden respectievelijk een tiende en dertiende plaats in het kampioenschap. Ranger werd tweede in de race in Mexico. In 2006 werd Ranger tiende in het kampioenschap. Nederlands coureur Charles Zwolsman Jr. werd dertiende dat jaar. In 2007 werd Belgisch coureur Jan Heylen tweede tijdens de race op het circuit van Assen. Vanaf 2008 neemt het team deel aan de IndyCar Series. Tijdens het eerste jaar werden verscheidene rijders ingezet. Enrique Bernoldi werd 22ste in het kampioenschap. In 2009 zet het team één wagen in die bestuurd wordt door Alex Tagliani, die in 2008 al vier races reed voor het team. In 2010 werd Tagliani vervangen door Mario Romancini en vanaf de derde race zet het team een tweede wagen in voor Bertrand Baguette.

## Atlantic Championship
Vanaf 2006 neemt het team deel aan het Atlantic Championship. Graham Rahal won in 2006 vijf races en werd tweede in het kampioenschap. In 2007 werd de Italiaan Giacomo Ricci zesde in het kampioenschap voor het team. In 2009 gaat de Brit James Winslow rijden voor het team in het kampioenschap.